# Karin M. Hehenberger
Karin M. Hehenberger, M.D., Ph.D. es una médica, inversora, ejecutiva empresarial, y experta en diabetes, conocida por su trabajo en el campo de la biotecnología. Ha escrito artículos sobre biotecnología en revistas arbitradas, y trabajó como ejecutiva para compañías de biotecnología y empresas de inversión. Es una miembro de facultad en el departamento de Medicina Molecular en el Karolinska Instituto donde también obtuvo su M.D. Y un Ph.D. en medicina molecular. Ha dado conferencias en temas de enfermedades de autoimmunidad, diabetes, industria y medicina; y comentarista para Fox Noticioso, Good Morning America, Nueva York A, los EE. UU. Hoy y Forbes.

## Biografía
Hehenberger es originalmente de Suecia y jugó para el equipo de tenis nacional sueco. A la edad de 16,  jugó tenis internacionalmente, cuándo se le diagnosticó diabetes tipo 1, acabando su carrera de tenis. Su experiencia con diabetes le dirigió a seguir una carrera para estudiar enfermedades autoimmunes. Estudió en el Karolinska Institutet en Estocolmo, Suecia, donde ganó su M.D. y Ph.D. en medicina molecular. Obtuvo una beca posdoctoral con el Centro de diabetes Joslin en la Harvard Escuela Médica.
En 2009,  recibió un riñón trasplantad de su padre, después de que sus riñones tuvieron menos de 10 % de capacidad total, y en 2010 recibió un trasplante de páncreas de cadáver. La cirugía de trasplante de riñón la salvó de necesitar diálisis, mientras la cirugía de páncreas la dejó libre de la diabetes, sin tener que inyectarse insulina.

## Carrera
Hehenberger desarrolla una carrera en estudios científicos y en el lado empresarial de la medicina. Empezó su carrera como asesora en McKinsey & Cía, donde fue consultora en los proyectos que relacionan a cuidados de salud, con énfasis en diabetes. También analista sénior en dos fondos de cobertura en EE. UU. y Europa, y socia de una firma de capital de riesgo en Europa, ganando experiencia sobre patrimonio público y equidad privada. Fue miembro del equipo de administración sénior para Eyetech Pharmaceuticals, ayudando a hacerse público en 2004.
Anteriormente fue vicepresidenta de Estrategia Metabólica y Desarrollo Empresarial en Johnson & Johnson. Dirigió el Johnson & Johnson Fuerza de Tarea Metabólica y responsable para el desarrollo de estrategias de la compañía para sus esfuerzos de enfermedad metabólicos. Se unió al Juvenile Diabetes Research Fundation (JDRF) en diciembre de 2009 como su vicepresidenta sénior de Alianzas Estratégicas. Siguiendo su tarea en el JDRF, Hehenberger sirvió como vicepresidenta ejecutiva de Asuntos Científicos y Jefatura Médica en Coronado Biosciences, Inc., una compañía farmacéutica que cotiza en bolsa, desarrollando agentes biológicos de inmunoterapia para enfermedades autoinmunes y cáncer. Durante su carrera,  ha escrito artículos en revistas de revisión arbitrada y también panelista de conferencias médicas, incluyendo BioEurope, MassBio, BioCEO, Alianza para Regenerative Medicina, BioPharm América y la Cumbre Suecia-EE. UU. de Ciencia de la Vida.

### Algunas publicaciones
- 1999, Impaired proliferation and increased L-lactate production of dermal fibroblasts in the GK-rat, a spontaneous model of non-insulin dependent diabetes mellitus

- 1998, Fibroblasts derived from human chronic diabetic wounds have a decreased proliferation rate, which is recovered by the addition of heparin

- 1998, Inhibited proliferation of fibroblasts derived from chronic diabetic wounds and normal dermal fibroblasts treated with high glucose is associated with increased formation of l-lactate

- 1997, High glucose-induced growth factor resistance in human fibroblasts can be reversed by antioxidants and protein kinase C-inhibitors

- 1996, Long-term treatment of Swiss 3T3 fibroblasts with dexamethasone attenuates MAP kinase activation induced by insulin-like growth factor-I (IGF-I)